# Willem Crevels
Willem Hubert Crevels of Guillaume Crevels (Roermond, 9 april 1855 – Amsterdam, 1 maart 1916) was een Nederlandse beeldhouwer.

## Leven en werk
Crevels was vanaf 1868 werkzaam in het Atelier Cuypers-Stoltzenberg in Roermond. Hij trok in het voetspoor van architect Pierre Cuypers in 1878 naar Amsterdam. Hij werd daar leraar aan kunstnijverheidsschool Quellinus. 
In 1893 startte hij met de uit België afkomstige beeldhouwer Emil Van den Bossche het Atelier Van den Bossche en Crevels. Zij waren onder meer verantwoordelijk voor het beeldhouwwerk aan de Gouden Koets in 1898. Crevels overleed in Amsterdam, waar hij werd begraven op Zorgvlied.